# Parafia Matki Bożej Wszechpośredniczki Łask i św. Antoniego z Padwy w Wodzisławiu Śląskim

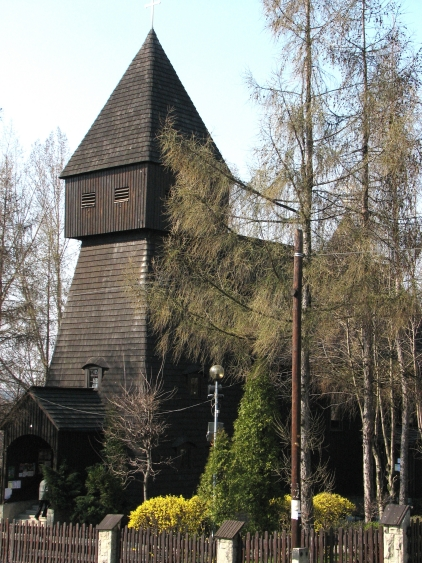
Stary Kościół z Jedłownika wybudowany prawdopodobnie w 1647 r. W 1974 r. przeniesiony do Jastrzębia-Zdroju

Parafia Matki Bożej Wszechpośredniczki Łask i św. Antoniego z Padwy – parafia rzymskokatolicka znajdująca się w Wodzisławiu Śląskim, w dzielnicy Jedłownik. Należy do dekanatu wodzisławskiego.

## Historia
Wieś Jedłownik wzmiankowana już w 1239 r. Istnieje prawdopodobieństwo, że właściciel wsi komes Gosław w swej rodzinnej siedzibie – Jedłowniku ufundował kościół już w początkach XIII w. Jedłownik leżący u wylotu Bramy Morawskiej według starych podań jest jedną z najstarszych miejscowości na Śląsku o czym ma świadczyć mimo bliskości Wodzisławia, istniejąca tu na pewno od XIII w. samodzielna parafia. Legendy wiążą powstanie tu kaplicy za czasów św. Cyryla i Metodego. Została wymieniona w spisie świętopietrza sporządzonym przez archidiakona opolskiego Mikołaja Wolffa w 1447 pośród innych parafii archiprezbiteratu (dekanatu) w Żorach pod nazwą Gedlaw. W XVI w. parafia weszła w skład utworzonego dekanatu wodzisławskiego. Dawny kościół parafialny, drewniany, odbudowany w I poł. XVII w. istniał pierwotnie pw. św. Marka. W 1688 obok św. Marka pojawia się św. Barbara jako patronka. W 1697 pozostaje jako patron tylko św. Marek. W XVIII w. św. Marek jako patron idzie w zapomnienie i powraca św. Barbara jako patronka kościoła. W 1885 kościół został odnowiony. Od 1946 r. administracyjnie parafia należy do Wodzisławia Śląskiego. W 1974 w związku z budową nowego kościoła decyzją władz komunistycznych stary zabytkowy kościół został przeniesiony do Jastrzębia-Zdroju, gdzie został poświęcony 3 grudnia 1974. Obecny kościół Matki Bożej Wszechpośredniczki Łask i św. Antoniego z Padwy zbudowany został w latach 1949-1952. Poświęcony 21 września 1952 przez biskupa koadiutora Herberta Bednorza. Projektantem kościoła był Hanak z Olzy. Wnętrze zaprojektował artysta plastyk Józef Kołodziejczyk. Obecnie parafia liczy ok. 3600 wiernych proboszczem jest ks. Piotr Berger. Do parafii należą obok Jedłownika, Jedłownik Osiedle, Turzyczka i Karkoszka. Dawniej parafia w Jedłowniku obejmowała również wsie Turza Śląska i Czyżowice.

## Grupy parafialne
Na terenie parafii działa kilka grup parafialnych:
- Ruch Szensztacki,
- Nadzwyczajni Szafarze Komunii,
- Brać Górnicza,
- Oaza,
- Ministranci,
- Dzieci Maryi,
- Chór Jutrzenka,
- Żywy Różaniec,
- Seniorzy,
- Koło Misyjne,
- Legion Maryi,
- Ojciec Pio.

## Proboszczowie
- ks. Henryk Ring (1886–1905)
- ks. Antoni Robota (1921–1928)
- ks. Franciszek Schnalke adm. (1928–1929)
- ks. Leon Haroński substytut (1929)
- ks. Alfons Januszewicz (1929–1947)
- ks. Ewald Kasperczyk adm. (1947–1954)
- ks. Antoni Franielczyk (1954–1957)
- ks. Ewald Kasperczyk (1957–1980)
- ks. Kazimierz Hurski (1980–1999)
- ks. Eugeniusz Króliczek (1999–2024 )[3][4]
- ks. Piotr Berger (od 2024)[5]